# Arquipélago de Tuamotu
O Tuamotus ou o Tuamotu (Francês: Îles Tuamotu, oficialmente Archipel des Tuamotu) é uma corrente de quase 80 ilhas e atóis, que se estende do noroeste ao sudeste em uma região do Oceano Pacífico Sul que é aproximadamente do tamanho da Europa ocidental. Administrado pelo governo da Polinésia Francesa, possuí uma área territorial de cerca de 850 km² e com quase 16 mil habitantes, formando a maior cadeia de atóis do mundo. Suas maiores e principais ilhas são Anaa, Fakarava, Hao e Makemo.
As ilhas Tuamotu foram inicialmente povoadas por polinésios, portanto os Tuamotuanos tem sua cultura e sua linguagem   em comum. O povo de Tahiti originalmente se referiu às ilhas como o Paumotus, que significa as "Ilhas Subservientes", até que uma delegação da ilha convenceu as autoridades francesas a mudá-lo para Tuamotus, que significa "Ilhas Distantes".
No mapa do mundo, Tuamotu tem um segundo nome: as Ilhas Rossianos, pois muitos dos atóis receberam o nome dos russos: Kutuzov, Barclay de Tolly, Kruzenstern, Lazarev, Rumyantsev. As vezes, sob o nome as Ilhas Rossianos só entendem a costa leste dos atóis.

## Subdivisões

### Comunas
O arquipélago de Tuamotu é composto por 17 comunas incluindo as Gambier:

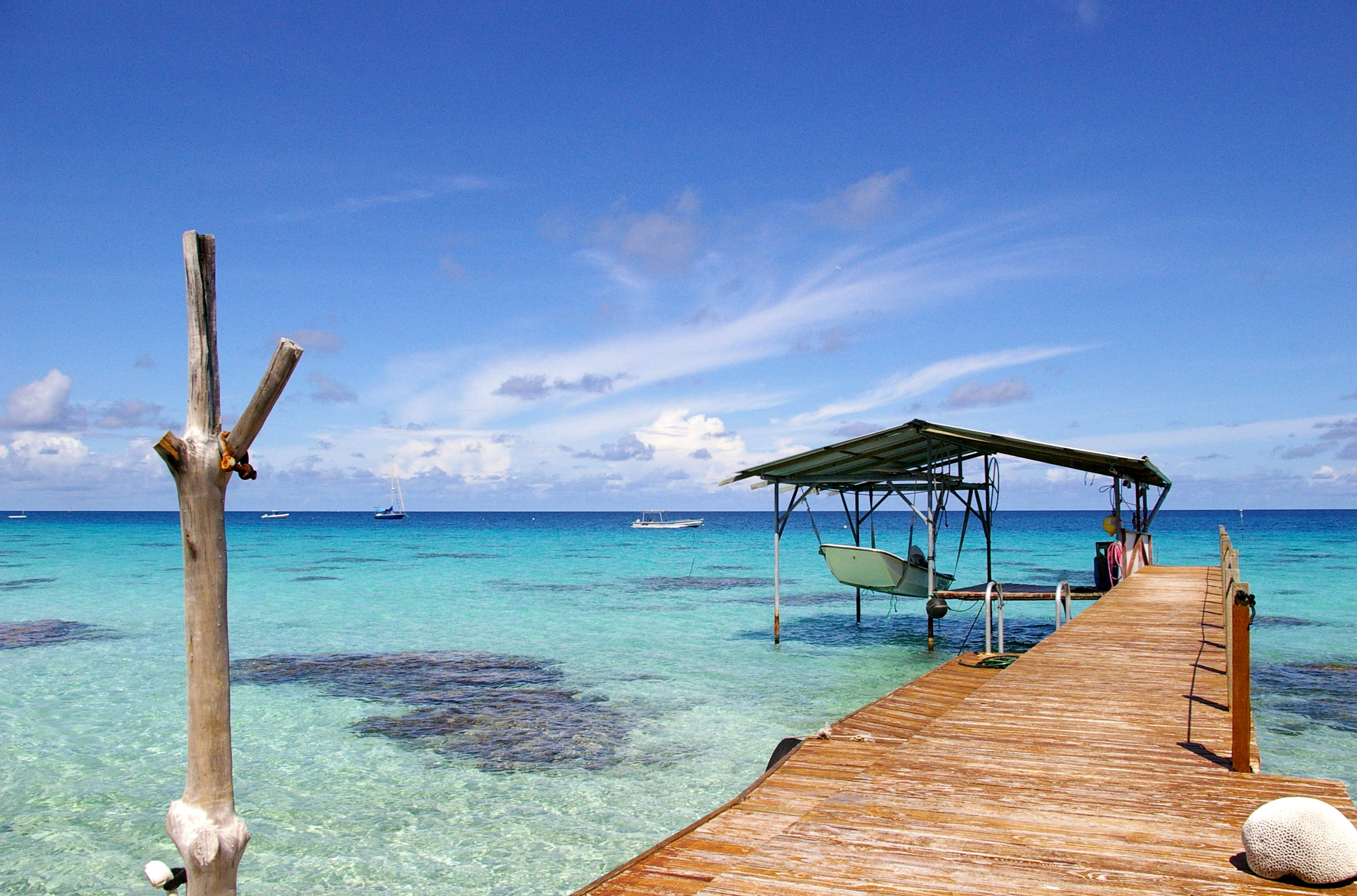
Vista do interior da lagoa Fakarava a partir de um pontão, perto da aldeia de Rotoava

| a oeste - Rangiroa - Takaroa - Manihi - Arutua - Fakarava | ao centro - Anaa - Makemo - Hikueru - Hao | a leste - Napuka - Puka Puka - Fangatau - Tatakoto - Nukutavake - Reao - Tureia | a sul - Tureia - Gambier |  |

| \| \| Arquipélagos da Polinésia Francesa \| |                                    |                    |
| Arquipélago da Sociedade (Ilhas de Barlavento, Ilhas de Sotavento) · Arquipélago de Tuamotu Arquipélago de Gambier · Arquipélago das Austrais · Arquipélago das Marquesas |                                    |                    |
| Bandeira da Polinésia Francesa | Arquipélagos da Polinésia Francesa | Bandeira da França |